# マヒンダ・カレッジ
マヒンダ・カレッジ（英語: Mahinda College）は、スリランカ南部の都市ゴールにある国立男子校。1892年3月1日にヘンリー・スティール・オルコット率いる神智学協会が設立した。現在は国立で、初等教育から中等教育までを行う。

## 歴史

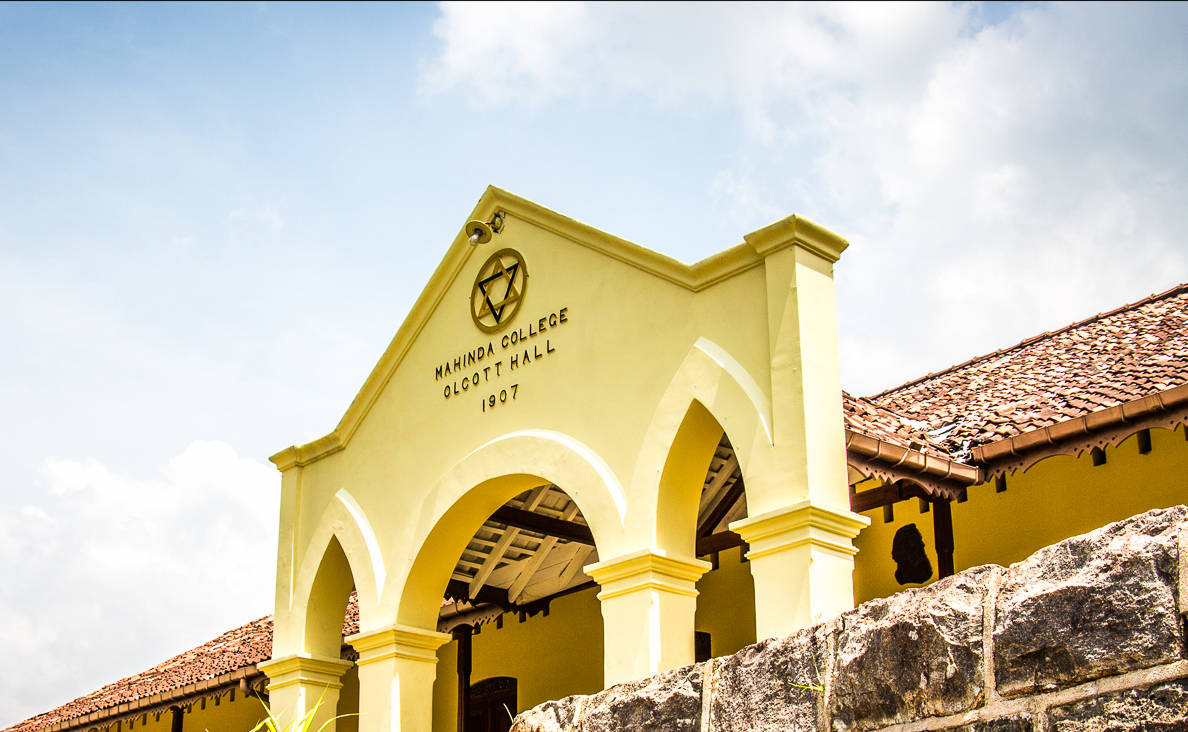
オルコット・ホール（マヒンダ・カレッジ本館）

アメリカ陸軍退役軍人のヘンリー・スティール・オルコット大佐は、真理を探求していた。彼は様々な哲学を研究し、様々な宗教の高位聖職者の説教を聞いた。そして彼は、スリランカの高僧が執筆した報告書にたどり着いた。この報告書は仏教僧とキリスト教聖職者による議論をまとめたものであった。オルコットは報告書の中で仏教僧の主張により共感し、彼らに興味を抱いた。そして、最終的に彼はセイロン島を訪れることとなる。
1880年5月17日、オルコットはヘレナ・P・ブラヴァツキーと共にセイロン島南部のゴールに到着した。2人は地元の仏教徒が植民地の統治者やキリスト教徒から影響を受けている状況に悲しんだ。特に彼らが危機感を抱いたのは、仏教徒の子弟が教育を通じてキリスト教に改宗させられることであった。この危機に立ち向かうため、2人は神智学協会を設立して地元に仏教系英語学校を設立した。最初の学校B・T・S英語学校は1880年9月15日に設立された。この学校はすぐに消滅してしまったが、1892年3月1日にはアイルランド人で神智学協会会員のボールズ・ダリーがマヒンダ・カレッジをゴール旧市街に設立した。校名は、紀元前のスリランカの仏教僧マヒンダにちなむ。

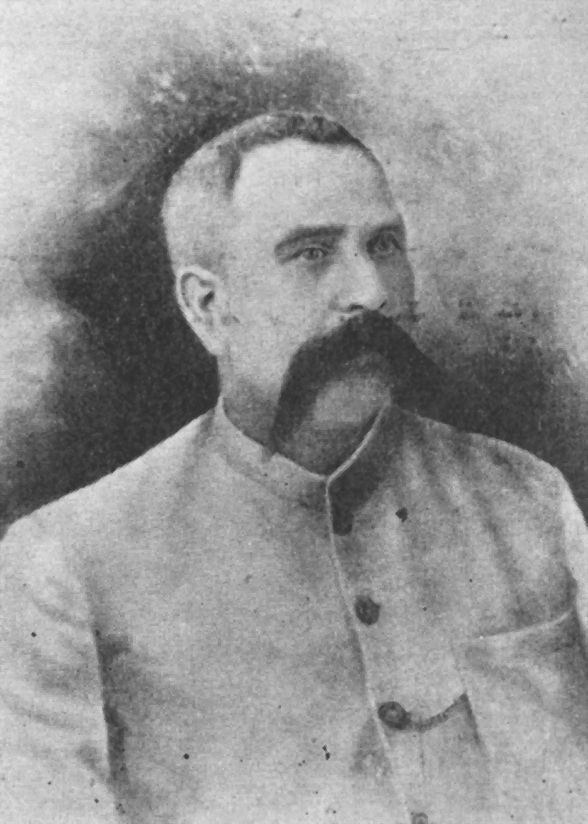
ジョン・ボールズ・ダリー（1892年ごろ）

ダリーは厳格でエネルギーに満ちた人物であったが、マヒンダ・カレッジ創設後1年で去ることとなった。その後の10年間、マヒンダ・カレッジでは数多くの校長が就任したが、皆短期間で変わっていった。しかし、1903年8月1日にフランク・リー・ウッドワードが校長に就任すると、事態は好転し始めた。彼は就任して4ヶ月で出席生徒数を89人から142人まで伸ばした。また彼は同じ月にケンブリッジ試験へ生徒を派遣し、1904年7月には生徒のG・W・ペレーラが大学奨学金を取得した。さらに翌年には生徒数が246人まで増加した。また、1904年と1906年にはオルコットが訪問した。1907年にはオルコットが死亡するが、同年にはヘンリー・アムラースリヤが学校の運営者となった。
ウッドワード在任中、彼は学校のより健康な成長のために移転を考えていた。マヌワンゴダの息子であるD・F・デ・シルヴァはウィーラシリ家の助けを借り、「デヴァタガワッタ」という名の土地を寄付した。この地は喧騒から離れた小高い丘の上にあり、風光明美で教育に適した土地であり、ウッドワードもその土地を気に入った。また、遠くにはアダムスピークも眺めることができた。1908年1月15日午後2時14分、ウッドワードがオルコット・ホールの礎石を置いた。同年7月と8月には、H・アムラースリヤ、E・S・バラスリヤ、D・N・ウィーラトゥンガらによってアムラースリヤ・ブロックとマータラ・ブロックの礎石がそれぞれ置かれた。1912年8月1日には、新しい建物のオープンセレモニーが開催された。現在の場所への移転に伴い、生徒数は300人まで増加した。同年には、ウッドワード校長赴任9周年も同時に祝われた。1917年にはA・D・ジャヤシンハがスタッフに加わり、後に校長に指名された。
1919年、ウッドワードはオーストラリアのタスマニアへと出発し、その後はパーリ聖典協会で仏教聖典の翻訳を行った。
校長が度々交代した1890年代とは異なり、ウッドワードの業績はカリダス・ネグ、F・G・パース、W・A・トループ、P・R・グナセカラなどの優秀な人物に引き継がれた。しかし、彼らは非常に短い期間しかマヒンダ・カレッジで働かなかった。その後、1932年には卒業生のエドガー・アルバート・ウィジェソーリヤに運営が引き継がれた。彼は30年間に渡って学校運営を行い、この時期は同校の黄金時代であった。そして1962年、学校の国立化に伴ってウィジェソーリヤは退任した。
後任にはジャヤセナ・H・グナセカラが就任。彼の任期中、数多くの建物が建設され、生徒数は倍増した。グナセカラの退任後は、B・K・シルヴァがやってくるまでの期間をC・K・ワイディヤラトナが代理を務めた。シルヴァの後、W・A・D・ S・グナチラカが5年間務めた。その後グナラチカが教育省へ昇進となったことに伴い、C・K・ワイディヤラトナが正式な校長となった。そしてその後、1987年に別の卒業生D・ D・ジャヤスンダラに引き継がれた。1991年にはジャヤスンダラも退任し、翌年からは別の卒業生M・ウィクラマシンハが校長に就任した。1992年には、同校の100周年式典が大々的に開催された。ウィクラマシンハは1994年に教育省へ戻り、後任には卒業生のD・C・ニッサンカ・デ・シルヴァが就任。彼もまた1996年に教育省へ異動となった。後任にはD・K・アトゥコララが就任。彼は8年間校長を務めた。その後K・A・スシル・プレマナットとL・C・カルナセナが校長代理を務めた。2008年からの3年間、R・M・ウェラハラが校長を務め、2011年にはM・A・ジナダーサが校長代理を務めた。2012年には別の卒業生W・M・ワサンタ・シリワーダナが校長に就任したが、彼の任期は2年で終了した。2014年8月からは、ガミニ・ジャヤワルダナが校長を務めている。

## ヘンリー・スティール・オルコット

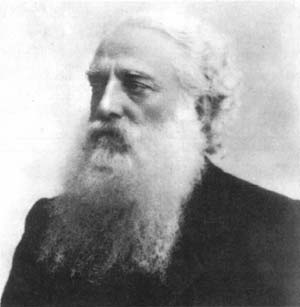
創設者ヘンリー・スティール・オルコット

国内の他の仏教校と同様に、マヒンダ・カレッジも神智学協会創設者であるヘンリー・スティール・オルコットによって創設された。1873年に行われた仏教徒とキリスト教徒による公開討論を記録した「パナドゥラワダヤ」を読んだ彼は、上座部仏教に大いに共感した。そして彼は仏教を学ぶためにスリランカを訪れ、コロンボ、キャンディ、ゴールの3都市に神智学協会の支部を設立した。そして後にスリランカ仏教を復興するアナガーリカ・ダルマパーラとも共に活動した。
オルコットの主導により、神智学者たちはシンハラ仏教の衰退の原因を教育施設の不足だと捉え、問題解決のためには仏教系の学校を設立することが必要だと考えた。この考えのもと、マヒンダ・カレッジの他にもアナンダ・カレッジ（コロンボ）などが設立された。

## フランク・リー・ウッドワード

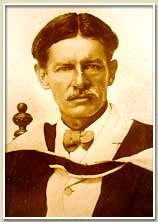
フランク・リー・ウッドワード。1903年から1919年までの16年間マヒンダ・カレッジの校長を務めた。

フランク・リー・ウッドワード（Frank Lee Woodward, 1871年 - 1952年）は、イングランドのノーフォークで聖公会の牧師の息子として生まれた。彼はヴィクトリア時代の典型的な男児としてパブリック・スクールへ入学した。そしてケンブリッジ大学への奨学金を獲得し、後に教師の職についた。ロンドン神智学協会に入会した彼はオルコットの親友となる。オルコットは彼にマヒンダ・カレッジの校長となるよう要請し、ウッドワードはそれを16年間務めた。
彼が同校の校長を務めたのは1903年から1919年までの16年間である。また彼は教室で英語、ラテン語、パーリ語、仏教、美術を教え、校長としての事務もこなした。そして現地の有力者の助けを借りつつ彼はカレッジを現在の場所へと移転させ、スリランカ南部の名門校へとカレッジを導いた。またカレッジ移転の際には設計者として建設工事を監督し、時には石工たちと共に作業をすることもあった。そして1919年、彼はカレッジをさる決意をした。
ウッドワードは校長を辞した後、オーストラリアのタスマニアへ移住した。そしてそこで仏教の聖典をパーリ語から英語へ翻訳した。そこでは菜食主義とヨーガを実践し、ターバンを着け、一人で過ごした。彼は42巻のうち18巻を英訳し、パーリ仏典の底本作成に大いに貢献した。

## 現在の姿
現在、1年から13年までの3,750人の生徒がマヒンダ・カレッジで学んでいる。校内ではプライマリー、ジュニア、セカンダリー、シニア・セカンダリー、カレジエートの5つの段階がある。現在の校長は同校卒業生のパハラ・マダ・ガマゲ・ガミニ・ジャヤワルダナで、以前はリッチモンド・カレッジの副校長を務めていた。教員数は175人、その他職員は30人。

## 歴代校長
- 1894                : Lovegrove
- 1895-1896           : O. A. Jayasekara (Acting)
- 1897-1898           : M. Balasubramaniya Mudlier
- 1898                : Gordon Douglas
- 1899                : O. A. Jayasekara (Acting)
- 1900                : M. J. Fernando
- 1901                : O. A Jayasekara
- 1902                : McDougal
- 1903-1919           : F. L. Woodward
- 1919-1920           : Kalidas Nag
- 1920                : S. de S. Jayarathna (Acting)
- 1921-1923           : F. G. Pearce
- 1923-1926           : W. A. Troup
- 1926-1932           : P. R. Gunasekara
- 1932-1962           : E. A. Wijesuriya
- 1962-1974           : J.H. Gunasekara
- 1974-1975           : C. K. Waidyarathnae (Acting)
- 1975-1978           : B.K Silva
- 1978-1983           : W. A. D. S. Gunathilake
- 1983-1987           : C. K. Waidyarathnae
- 1987-1991           : D. D. Jayasundara
- 1992-1994           : M. Wickramasinha
- 1994-1996           : D. C. N. de Silva
- 1996-2004           : D. K. Athukorala
- 2004-2007           : K. A. Susil Premanath
- 2007-2008           : L. C. Karunasena (Acting)
- 2008-2011           : R. M. Werahera
- 2011-2012           : M. A. Jinadasa (Acting)
- 2012-2014           : W. M. Wasantha Siriwardhane
- 2014 to present      : P. M. G. Gamini Jayawardhane

## 学生寮
学生は4つの学生寮のいずれかに配属される。学生寮の名前はスリランカの古代の王の名に由来する。また、体育祭は寮対抗で行われる。
- パラクラマ -
- ガムヌ -
- ティッサ -
- パンドゥカバヤ -

## ラバーズ・カーレル

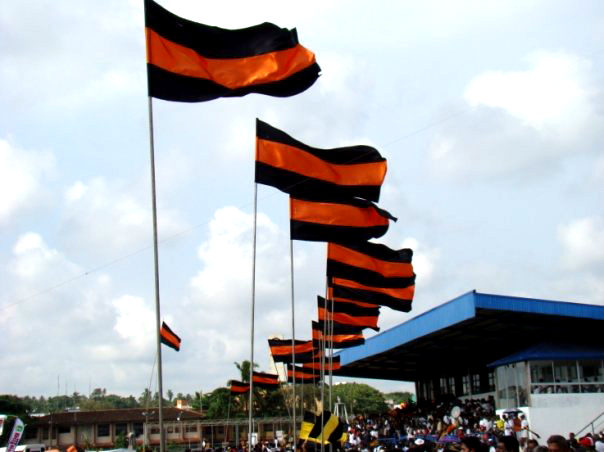
第103回ラバーズ・カーレルにおけるマヒンダ・カレッジの校旗

ラバーズ・カーレル、またはバトル・オブ・ラバーズは、リッチモンド・カレッジとの間で毎年開催されるクリケットの対抗戦。1905年に両校の校長らが話し合って初開催された。
2019年終了時のマヒンダ・カレッジの戦績は、23勝24敗である。2008年にはマヒンダ・カレッジが勝利し、1978年から30年続いた引き分けの歴史を終わらせた。